# جادسون كروز
جادسون كروز (بالإنجليزية: Judson Crews)‏ هو شاعر أمريكي، ولد في 30 يونيو 1917 في واكو في الولايات المتحدة، وتوفي في 17 مايو 2010 في تاوس في الولايات المتحدة.